# Sylva Koscina
Silva Košćina dite Sylva Koscina, née le 22 août 1933 à Zagreb en Yougoslavie (aujourd'hui Croatie) et morte le 26 décembre 1994 à Rome, est une actrice et mannequin yougoslave naturalisée italienne. Active pendant près de quarante ans en jouant dans quelque 120 films,, elle a connu un grand succès grâce à ses nombreux rôles de femme séduisante qui brise les mariages typique de la comédie à l'italienne, bien qu'elle ait eu également l'occasion de révéler ses qualités dans des rôles dramatiques comme le film de guerre La Bataille de la Neretva (1969) sur les Partisans yougoslaves en Yougoslavie occupée durant la Seconde Guerre mondiale. Elle s'est également illustrée dans des péplums tel Les Travaux d'Hercule (1958) de Pietro Francisci ou des films d'épouvante tel que Lisa et le Diable (1973) de Mario Bava.
En France, elle s'est fait connaître en jouant aux côtés de Jean-Paul Belmondo dans Les Distractions (1960) de Jacques Dupont, aux côtés de Jean Marais dans Le Masque de fer (1962) d'Henri Decoin, aux côtés de José Ferrer et Jean-Pierre Cassel dans Cyrano et d'Artagnan (1964) d'Abel Gance, aux côtés de Lino Ventura dans L'Arme à gauche (1965) de Claude Sautet ainsi que dans Judex (1963), l'hommage de Georges Franju à Louis Feuillade. Elle est également Lucile Desmoulins dans le téléfilm I Giacobini (1961) aux côtés de Serge Reggiani qui incarne Robespierre.

## Biographie

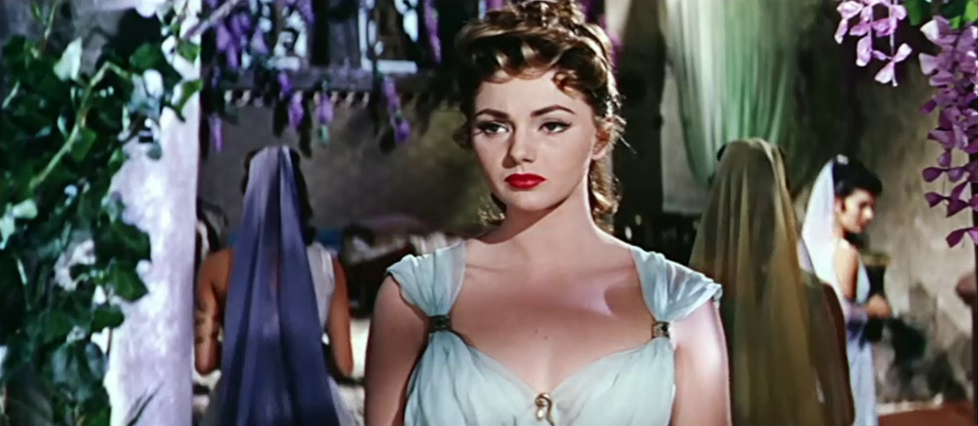
Koscina dans Les Travaux d'Hercule (1958).

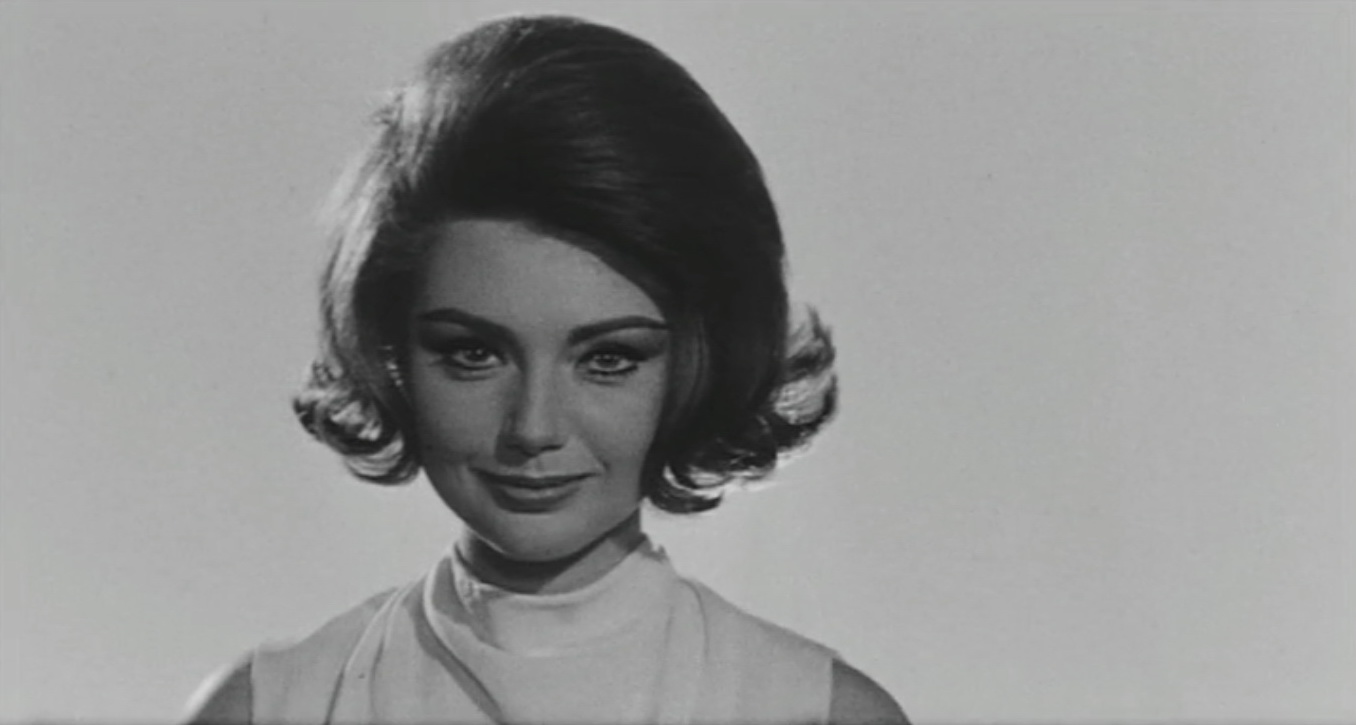
Koscina dans Cadavere per signora (1964).

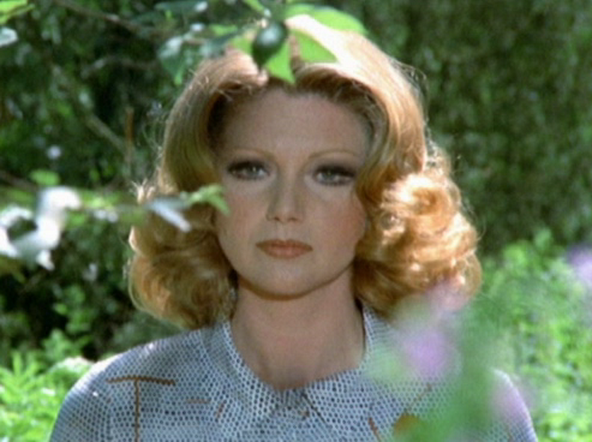
Koscina dans L'Empire du crime (1972).

D'origine croate, elle naît dans ce qui est alors le royaume de Yougoslavie d'un père grec et d'une mère polonaise sous le nom grec de Sylva Koskinon,,,, qui deviendra ensuite Silva Košćina en Yougoslavie,. Adolescente, elle part pour l'Italie pendant la Seconde Guerre mondiale, suivant sa sœur mariée à un Italien,.
Alors qu'elle suit des cours de physique à l'université de Naples Frédéric-II, qu'elle est logée dans un pensionnat de religieuses et qu'elle mène une vie rangée, on lui demande d'être Miss di Tappa, ce qui consiste à livrer des fleurs au vainqueur de l'étape napolitaine du Tour d'Italie de 1954. Dans l'assistance se trouvait Eduardo De Filippo, qui la remarqua et pensa lui donner un petit rôle dans le film Questi fantasmi qu'il était sur le point de tourner. Ce projet ne se concrétise pas, mais les portes du cinéma s'ouvrent à elle avec un petit rôle aux côtés de Totò dans Siamo uomini o caporali (1955) de Camillo Mastrocinque. Son premier rôle important est celui de Giulia Marcocci dans Le Disque rouge (1956), interprété et réalisé par Pietro Germi.
Au début de sa carrière, elle est également mannequin pour les couturiers Roberto Capucci, Vincenzo Ferdinandi et Emilio Schuberth (it). Séduisante, plantureuse et photogénique, Koscina apparaît dans de nombreux films produits entre les années 1950 et 1980, souvent aux côtés d'acteurs célèbres, en premier lieu Alberto Sordi, Nino Manfredi et Ugo Tognazzi.
L'un de ses plus grands succès est aux côtés de Sordi dans Voleur et Voleuse (1958) de Luigi Zampa, poursuivant son ascension avec Les Jeunes Maris (1958) de Mauro Bolognini et Épouses dangereuses (1959) de Luigi Comencini. Elle est également aux côtés de Steve Reeves dans les péplums Les Travaux d'Hercule (1957) et Hercule et la Reine de Lydie (1958), tous deux réalisés par Pietro Francisci. Elle est à nouveau aux côtés de Totò dans La cambiale (1959) de Camillo Mastrocinque, Parisien malgré lui, également de Mastrocinque, et Totò nella luna de Steno.
Au tournant de la décennie, elle fait des allers-retours en France, où elle participe aux côtés de Michel Serrault et Jean Poiret dans Le Naïf aux quarante enfants (1958) de Philippe Agostini, aux côtés de Fernandel dans Confident de ces dames (1959) de Jean Boyer, aux côtés de Jean-Paul Belmondo dans Les Distractions (1960) de Jacques Dupont, aux côtés de Robert Lamoureux et Philippe Noiret dans Ravissante (1960) de Robert Lamoureux, aux côtés de Lino Ventura dans L'Arme à gauche (1965) de Claude Sautet et surtout aux côtés de Channing Pollock dans Judex (1963) de Georges Franju. Elle va également s'illustrer dans deux films de cape et d'épée français : Le Masque de fer (1962) d'Henri Decoin aux côtés de Jean Marais et Cyrano et d'Artagnan (1964) d'Abel Gance aux côtés de José Ferrer et Jean-Pierre Cassel, incarnant respectivement Cyrano et D'Artagnan.
Dans les années 1960, elle participe au téléfilm en six épisodes I Giacobini (1962) sur la Révolution française dans lequel elle interprète Lucile Duplessis, la femme de Camille Desmoulins interprété par Alberto Lupo et l'amie de Maximilien Robespierre interprété par Serge Reggiani. Elle figure également au générique du film dramatique Il sicario (1960) de Damiano Damiani, mais elle se fait surtout connaître dans des comédies, telles que Chacun son alibi (1960) de Mario Camerini, L'Agent (1960) de Luigi Zampa, Mariti in pericolo (1961) de Mauro Morassi, Copacabana Palace (1962) de Steno, Le monachine (1963) de Luciano Salce, Parlons femmes (1964) d'Ettore Scola et d'autres.
En 1964, elle est sélectionnée par Federico Fellini pour jouer l'une des sœurs de la protagoniste (Giulietta Masina) dans Juliette des esprits. Au cours de ces années, elle participe également à deux films produits en Grande-Bretagne, X 13 agent secret (1964) et Plus féroces que les mâles (1967), tous deux réalisés par Ralph Thomas, dans lesquels elle donne la réplique à Dirk Bogarde et Richard Johnson respectivement. En 1963, elle est pressentie pour jouer le rôle de Tatiana Romanova dans Bons Baisers de Russie de Terence Young, rôle qui sera finalement confié à Daniela Bianchi.

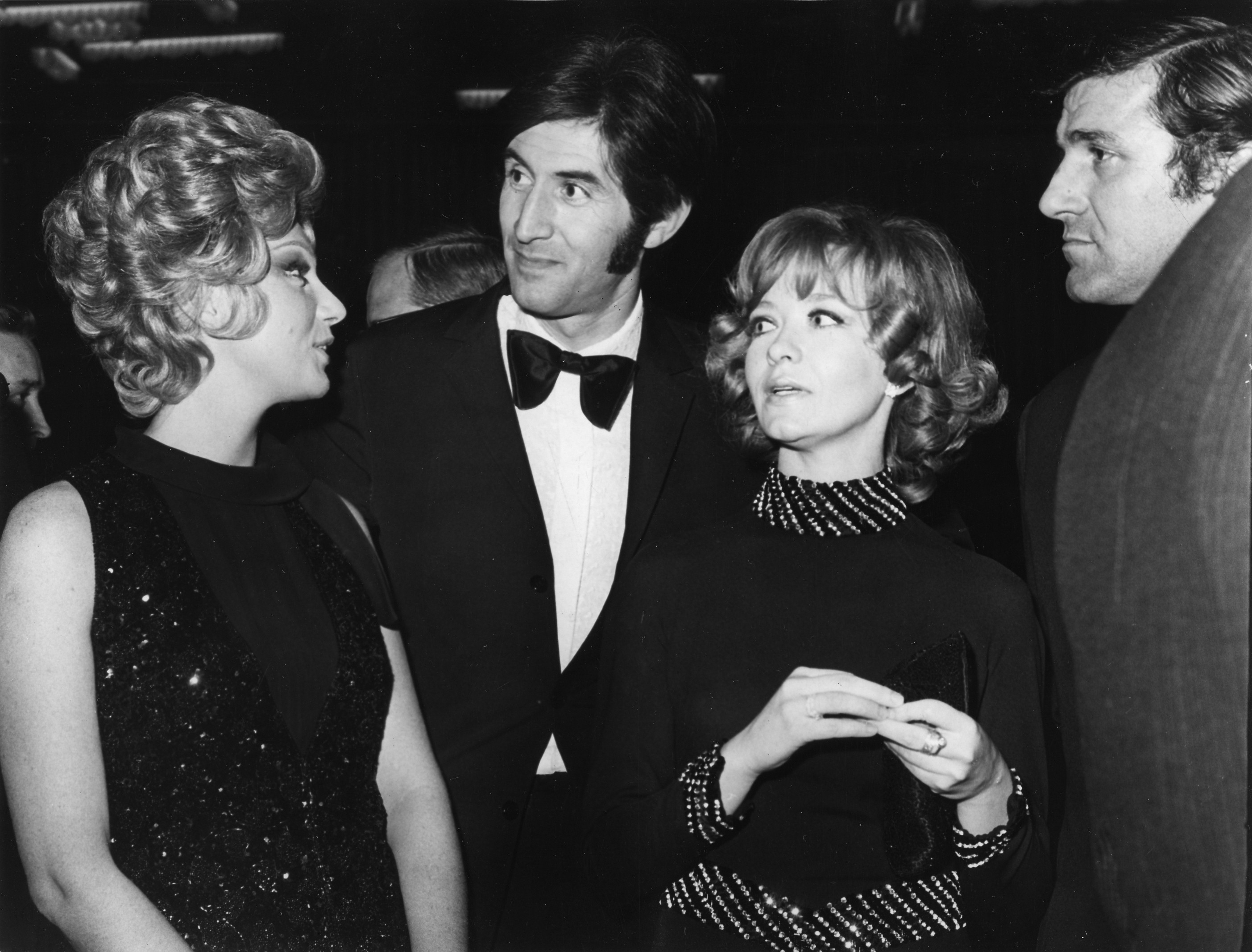
Sylva Koscina (à gauche) avec ses collègues acteurs yougoslaves Ljubiša Samardžić, Milena Dravić et Bata Živojinović lors de l'avant-première du film La Bataille de la Neretva à Sarajevo en novembre 1969.

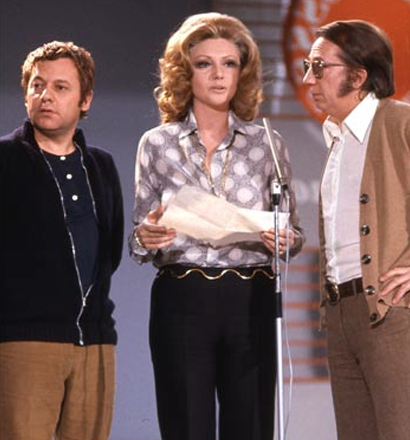
Paolo Villaggio, Sylva Koscina et Mike Bongiorno au Festival de Sanremo 1972.

Comme d'autres actrices italiennes célèbres des années 1960, Koscina est engagée pour tourner quelques films à Hollywood. Pour l'occasion, elle se lance dans une campagne de presse audacieuse en 1967, qui culmine en mai de la même année avec la publication d'une séance photo dans Playboy où elle pose seins nus. Aux États-Unis, elle a pour partenaires David McCallum dans La Belle et le Serpent (1967) d'Alvin Ganzer, Kirk Douglas dans Un détective à la dynamite (1968) de David Lowell Rich et Paul Newman dans Évasion sur commande (1968) de Jack Smight, des films qui ne rencontrent pas le succès escompté. De retour en Europe, elle joue en 1969 le rôle d'une jeune héroïne partisane yougoslave dans le film de Veljko Bulajić, La Bataille de la Neretva, aux côtés de Sergueï Bondartchouk, Yul Brynner et Orson Welles.
Au cours de ces années, elle continue à tourner de nombreux films en Italie. Célèbre et ironique est sa participation, dans son propre rôle, à Une poule, un train... et quelques monstres (1969) de Dino Risi, avec Nino Manfredi. Toujours en 1969, elle joue aux côtés de Laurence Harvey et Isa Miranda dans le sulfureux L'assoluto naturale de Mauro Bolognini. Ce film retient l'attention du public pour ses scènes osées, l'actrice déclarant qu'elle n'aurait pas fait le film s'il s'était s'agit d'un autre réalisateur derrière la caméra : « C'est certainement le film la plus étrange et la plus érotique que j'ai fait jusqu'à présent [...] J'étais très nerveuse au début parce que je suis une personne très timide. De plus, c'était quelque chose de nouveau pour moi de tourner ce genre de scènes. Il y en a trois en particulier qui sont fortes, très fortes... un peu dégoûtantes aussi. Mais vous voyez, ce film n'est pas stupide, ce n'est pas seulement un film érotique. L'idée est tirée d'un livre, un dialogue théâtral de Goffredo Parise, un écrivain italien très connu, et il s'agit d'une lutte entre deux personnalités ».
En 1970, Marcello Fondato, avec qui elle avait déjà travaillé en 1967, fait appel à elle pour accompagner Monica Vitti dans la comédie Nini Tirebouchon. La même année, remplaçant Sophia Loren, elle joue avec Rock Hudson dans la coproduction italo-américaine L'Assaut des jeunes loups de Phil Karlson et Franco Cirino. Ce dernier film sur des enfants survivants d'un massacre pendant la Seconde Guerre mondiale a fait l'objet de vives critiques en raison de ses scènes violentes. C'est pour l'actrice l'occasion de se remémorer des scènes de sa propre enfance en Yougoslavie pendant la guerre : « Le film est dur pour moi physiquement, et il est en anglais, mais je peux m'impliquer émotionnellement très facilement car j'ai connu la guerre en Yougoslavie lorsque j'étais enfant. J'ai vu des gens morts et mourants. J'ai une idée précise de la guerre. Pour moi, il suffit d'y penser et je suis de retour là-bas... c'est toujours présent ».
Également populaire à la télévision, elle a été la présentatrice, avec Mike Bongiorno et Paolo Villaggio, du festival de Sanremo en 1972,.
Dans les années 1970, elle participe à de nombreux films de genre, du giallo érotique au decamerotico, du poliziottesco au film d'épouvante, comme dans les films tels Lisa et le Diable (1972) de Mario Bava, Les Sept Châles de soie jaune (1972) de Sergio Pastore, L'Empire du crime (1972) de Fernando Di Leo et Le Grand Embouteillage (1978) de Luigi Comencini, avec Annie Girardot, Fernando Rey, Miou-Miou, Gérard Depardieu ou Marcello Mastroianni. Dans les années 1980, on la trouve dans de nombreuses comédies à succès telles que Asso (1981) de Castellano et Pipolo, Questo e quello (1983) de Sergio Corbucci, Mani di fata (1983) de Steno et Rimini Rimini (1987) de Sergio Corbucci.

### Dernières années et mort
De 1989 à 1992, elle a également fait des publicités télévisées pour les produits de maroquinerie Mec & Gregory.
Dans les années 1990, elle ne participe qu'à deux films en raison de l'aggravation de sa maladie : Ricky & Barabba avec Christian De Sica et Renato Pozzetto (1992), et C'è Kim Novak al telefono (1993) d'Enrico Roseo, son dernier film.
Sylva Koscina meurt le 26 décembre 1994, à l'âge de 61 ans, des suites d'un cancer du sein, : les funérailles ont lieu le 28 décembre dans la basilique Santa Maria in Montesanto de la Piazza del Popolo ; elle est enterrée dans le tombeau familial au cimetière de Prima Porta à Rome.

## Vie  privée
À partir du début des années 1960, elle investit ses revenus dans une luxueuse villa à Marino, dotée d'un mobilier du XVIe siècle et de nombreux tableaux de maître, qu'elle est toutefois contrainte de vendre en 1976 à la suite d'une enquête pour fraude fiscale. Pendant ces années, elle cohabite avec le producteur Raimondo Castelli, qu'elle épouse, mais en 1967, le mariage est annulé en raison de la bigamie reconnue de Castelli,.
Elle est une admiratrice revendiquée du chef d'état yougoslave Josip Broz Tito, qui l'a souvent accueillie, ainsi que d'autres acteurs, sur son yacht Istranka (de) dans l'archipel de Brioni dans les années 1970.
Elle avait l'habitude de parler de soi à la troisième personne.

## Filmographie

### Cinéma

#### Années 1950
- 1955 : Siamo uomini o caporali de Camillo Mastrocinque
- 1956 : Le Disque rouge ou Le Cheminot (Il ferroviere) de Pietro Germi : Giulia Marcocci
- 1956 : Michel Strogoff de Carmine Gallone : Sangarre
- 1957 : L'Impossible Isabelle (La nonna Sabella) de Dino Risi : Lucia
- 1957 : Guendalina d'Alberto Lattuada : Francesca
- 1957 : Les Fiancés de la mort (I fidanzati della morte) de Romolo Marcellini
- 1957 : Le Naïf aux quarante enfants de Philippe Agostini : Gina Lantois
- 1958 : Parisien malgré lui (Totò a Parigi) de Camillo Mastrocinque : Juliette Marchand
- 1958 : Femmes d'un été (Racconti d'estate) de Gianni Franciolini : Renata Morandi
- 1958 : Quando gli angeli piangono (it) de Marino Girolami : Marta
- 1958 : Je ne suis plus une enfant (Non sono più Guaglione) de Domenico Paolella : Carolina
- 1958 : Voleur et Voleuse (Ladro lui, ladra lei) de Luigi Zampa : Cesira de Angelis
- 1958 : La nipote Sabella (it) de Giorgio Bianchi : Lucia
- 1958 : Les Travaux d'Hercule (Le fatiche di Ercole) de Pietro Francisci : Iole, fille de Pelias
- 1958 : Les Jeunes Maris (Giovani mariti) de Mauro Bolognini : Mara Rossi Bandelli
- 1958 : La Muraille de feu (La Gerusalemme liberata) de Carlo Ludovico Bragaglia : Clorinda
- 1958 : Totò nella luna de Steno : Lidia
- 1958 : Épouses dangereuses (Mogli pericolose) de Luigi Comencini : Tosca
- 1959 : Le Veuf (Il vedovo) de Dino Risi : elle-même
- 1959 : Les temps sont durs pour les vampires (Tempi duri per i vampiri) de Steno : Carla
- 1959 : Le Roi cruel (Erode il grande) de Victor Tourjanski
- 1959 : La cambiale de Camillo Mastrocinque : Odette Mercury
- 1959 : Hercule et la Reine de Lydie (Ercole e la regina di Lidia) de Pietro Francisci : Iole, fiancée d'Hercule
- 1959 : Le Confident de ces dames de Jean Boyer : Maria Bonifati
- 1959 : Les Surprises de l'amour (Le sorprese dell'amore) de Luigi Comencini : Marianna

#### Années 1960
- 1960 : I piaceri dello scapolo (it) de Giulio Petroni : Eby
- 1960 : Femmes de luxe (it) (Femmine di lusso) de Giorgio Bianchi : Luciana
- 1960 : La Charge de Syracuse (L'assedio di Siracusa) de Pietro Francisci : Clio
- 1960 : Les Distractions de Jacques Dupont : Arabelle
- 1960 : Ravissante de Robert Lamoureux : Evelyne Cotteret
- 1960 : Mariti in pericolo de Mauro Morassi : Berta
- 1960 : Incorrigibles Parents (Genitori in blue-jeans) de Camillo Mastrocinque : Elena
- 1960 : L'Agent (Il vigile) de Luigi Zampa : elle-même
- 1961 : Il sicario de Damiano Damiani : Carla
- 1961 : Chacun son alibi (Crimen) de Mario Camerini : Carolina
- 1961 : En pleine bagarre (Mani in alto) de Giorgio Bianchi
- 1962 : Le Jour le plus court (Il giorno più corto) de Sergio Corbucci
- 1962 : La Sage-femme, le Curé et le Bon Dieu (Jessica) d'Oreste Palella (it) et Jean Negulesco : Nunzia Tuffi
- 1962 : Les Pilules d'Hercule (Le pillole di Ercole) de Luciano Salce : Silvia
- 1962 : Les Faux Jetons (Le massaggiatrici) de Lucio Fulci : Marisa
- 1962 : Le Masque de fer de Henri Decoin : Marion
- 1962 : Copacabana Palace de Steno : Ines
- 1962 : Le Mercenaire (La congiura dei dieci) d'Étienne Périer : Orietta Arconti
- 1962 : Les Quatre Vérités, segment Le Lièvre et la Tortue d'Alessandro Blasetti : Mia
- 1962 : La Salamandre d'or de Maurice Régamey
- 1963 : L'Appartement des filles de Michel Deville : Elena
- 1963 : Le monachine de Luciano Salce : Elena
- 1963 : Le Procès des doges (Il fornaretto di Venezia) de Duccio Tessari : Clemenza, l'épouse de Barbo
- 1963 : Judex de Georges Franju : Daisy
- 1964 : X 13 agent secret (Hot Enough for June) de Ralph Thomas : Vlasta Simoneva
- 1964 : Histoire nocturne (Una storia di notte) de Luigi Petrini : Maddalena
- 1964 : L'Amour en quatre dimensions (Amore in 4 dimensioni), segment Amore e arte de Gianni Puccini : Irma, l'épouse
- 1964 : Cyrano et d'Artagnan d'Abel Gance : Ninon de Lenclos
- 1964 : Cadavere per signora de Mario Mattoli : Laura Guglielmetti
- 1964 : Parlons femmes (Se permettete parliamo di donne) d'Ettore Scola : la fille qui refuse
- 1964 : Le Grain de sable de Pierre Kast : Alexandra Fonseca
- 1965 : L'Arme à gauche de Claude Sautet : Rae Osborne
- 1965 : I soldi de Gianni Puccini : Leda
- 1965 : L'Homme d'Istambul (Estambul 65) d'Antonio Isasi-Isasmendi : Kenny, l'agent du FBI
- 1965 : Juliette des esprits (Giulietta degli spiriti) de Federico Fellini : Sylva
- 1965 : L'Amant paresseux (Il morbidone) de Massimo Franciosa : Irene
- 1965 : À l'italienne (Made in Italy) de Nanni Loy : Diana (segment 3 La donna)
- 1966 : Moi, moi, moi et les autres (Io, io, io... e gli altri) d'Alessandro Blasetti
- 1966 : Le Lit à deux places (Racconti a due piazze), segment Le Monsieur de passage d'Alfredo Giannetti : Giuletta Gaverini, le mannequin
- 1966 : Baraka sur X 13 (Operacíon Silencio) de Maurice Cloche et Silvio Siano : Mania
- 1966 : Monnaie de singe d'Yves Robert : Lucile
- 1966 : Carré de dames pour un as (Layton... bambole e karatè) de Jacques Poitrenaud : Dolores Arrabal
- 1967 : La Belle et le Serpent (Three Bites of the Apple) d'Alvin Ganzer : Carla Moretti
- 1967 : Plus féroces que les mâles (Deadlier Than the Male) de Ralph Thomas : Penelope
- 1967 : Johnny Banco d'Yves Allégret : Laureen Moore
- 1968 : Évasion sur commande (The Secret War of Harry Frigg) de Jack Smight : Comtesse Francesca De Montefiore
- 1968 : Les Protagonistes (I protagonisti) de Marcello Fondato : Nancy
- 1968 : Un détective à la dynamite (A Lovely Way to Die) de David Lowell Rich : Rena Westabrook
- 1968 : Pour la conquête de Rome I (Kampf um Rom I) de Robert Siodmak : l'impératrice Théodora
- 1969 : Une poule, un train... et quelques monstres (Vedo nudo) de Dino Risi : elle-même
- 1969 : Pour la conquête de Rome II (Kampf um Rom II - Der Verrat) de Robert Siodmak : l'impératrice Théodora
- 1969 : Justine ou les Infortunes de la vertu (Marquis de Sade's Justine) de Jesús Franco : : Marquise de Bressac (autre titre : Les deux beautés)
- 1969 : La Bataille de la Neretva (Битка на Неретви) de Veljko Bulajic : Danica

#### Années 1970
- 1970 : Vertige pour un tueur de Jean-Pierre Desagnat : Sylvie
- 1970 : La Modification de Michel Worms : Cécile
- 1970 : L'Assaut des jeunes loups (Hornets' Nest) de Phil Karlson et Franco Cirino : Bianca, la chirurgienne italienne
- 1970 : Nini Tirebouchon (Ninì Tirabusciò: la donna che inventò la mossa) de Marcello Fondato : Baronne Val d'Arno
- 1970 : Ici Londres… la colombe ne doit pas voler (La colomba non deve volare) de Sergio Garrone : Anna Duplessis
- 1971 : Perché non ci lasciate in pace?
- 1971 : Mazzabubù... Quante corna stanno quaggiù? de Mariano Laurenti : La femme du présentateur
- 1971 : Homo eroticus de Marco Vicario : Carla
- 1971 : Il sesso del diavolo d'Oscar Brazzi : Sylvia, l'assistante
- 1971 : Historia de una traición de José Antonio Nieves Conde : Lola
- 1971 : Les Jambes en l'air de Jean Dewever : Favouille Grandblaise
- 1971 : Le Manipulateur (African Story) de Marino Girolami : Barbara Hayland
- 1971 : No desearás la mujer del vecino (it) de Fernando Merino : Susana
- 1972 : Uccidere in silenzio de Giuseppe Rolando (it) : La  mère de Valeria
- 1972 : Les Sept Châles de soie jaune (Sette scialli di seta gialla) de Sergio Pastore : Françoise Ballais
- 1972 : Beati i ricchi de Salvatore Samperi : Contessa
- 1972 : Boccace raconte (Boccaccio) de Bruno Corbucci : Fiametta
- 1972 : La Peur au ventre (Rivelazioni di un maniaco sessuale al capo della squadra mobile) de Roberto Bianchi Montero : Barbara Capuana
- 1972 : L'Empire du crime (La mala ordina) de Fernando Di Leo : Lucia Canali
- 1973 : Lisa et le Diable (Lisa e il diavolo) de Mario Bava : Sophia Lehar
- 1974 : Un par de zapatos del '32 de Rafael Romero Marchent : Sonja
- 1974 : Las correrías del Vizconde Arnau de Joaquín Coll Espona (es) : Zoraida
- 1974 : Delitto d'autore de Mario Sabatini : Milena Gottardi
- 1975 : Il cav. Costante Nicosia demoniaco ovvero: Dracula in Brianza de Lucio Fulci :  Mariu
- 1977 : Treize Femmes pour Casanova (Casanova & Co.) de Franz Antel : L'épouse du préfet

#### Années 1980 et 1990
- 1980 : Les Séducteurs (I seduttori della domenica), segment Le Carnet d'Armando de Dino Risi : Zaira
- 1981 : Asso de Castellano et Pipolo : Enrichettea
- 1983 : Mani di fata de Steno : Comtesse Irene
- 1983 : Cendrillon 80 (Cenerentola '80) de Roberto Malenotti : Princesse Mafalda Gherardeschi
- 1983 : Questo e quello de Sergio Corbucci : La mère de Daniela
- 1984 : La Nuit aux quatre lunes (Die Nacht der vier Monde) de Jörg A. Eggers (de)
- 1987 : Rimini Rimini de Sergio Corbucci : Comtesse Pedercini
- 1992 : Ricky e Barabba (it) de Christian De Sica : Cristina Bonelli
- 1994 : C'è Kim Novak al telefono d'Enrico Roseo : La mère d'Enrico

### Télévision
- 1961 : I Giacobini d'Edmo Fenoglio (it) (d'après Federico Zardi (it)) : Lucile Desmoulins
- 1984 : Et la vie continue (...e la vita continua) de Dino Risi : Evelina
- 1988 : Una grande storia d'amore (Téléfilm) : Eugenia Dossena
- 1991 : L'odissea (Téléfilm) : Minerva